# Mount George V
Mount George V är ett berg i Kanada.   Det ligger i provinsen British Columbia, i den sydvästra delen av landet, 3 700 km väster om huvudstaden Ottawa. Toppen på Mount George V är 1 880 meter över havet, eller 98 meter över den omgivande terrängen. Bredden vid basen är 0,61 km.
Terrängen runt Mount George V är bergig åt sydväst, men åt nordost är den kuperad.Runt Mount George V är det mycket glesbefolkat, med 4 invånare per kvadratkilometer.. Det finns inga samhällen i närheten. 
I omgivningarna runt Mount George V växer i huvudsak barrskog.